# Oscar Zeta Acosta
Oscar „Zeta“ Acosta Fierro (8. dubna 1935 – nezvěstný od května 1974) byl americký advokát, spisovatel a aktivista mexického původu, známý jako Dr. Gonzo z knihy Strach a hnus v Las Vegas novináře Huntera S. Thompsona. Ve stejnojmenném filmu (1998) jej ztvárnil Benicio del Toro. Ve filmu Bizoni na tahu (1980) jeho postavu – vystupující zde pod jménem Carl Lazlo – hrál Peter Boyle.
Narodil se v El Pasu v Texasu a později vyrůstal v Kalifornii. Po dokončení střední školy působil v letectvu, poté docházel na Modesto Junior College, studoval tvůrčí psaní na Sanfranciské státní univerzitě a nakonec docházel na večerní kurzy na Sanfranciské právnické škole. V Los Angeles zastupoval Chicanské hnutí. V roce 1970 neúspěšně kandidoval na šerifa. Vydal dva romány, Autobiography of a Brown Buffalo (1972) a The Revolt of the Cockroach People (1973). V roce 1974 zmizel během cesty po Mexiku. Thompson v roce 1977 napsal do časopisu Rolling Stone investigativní článek o jeho zmizení. V 80. letech byl oficiálně prohlášen za mrtvého.
Byl o něm natočen dokumentární film The Rise and Fall of the Brown Buffalo (2017).